# Topola Wanda w Rzeszowie

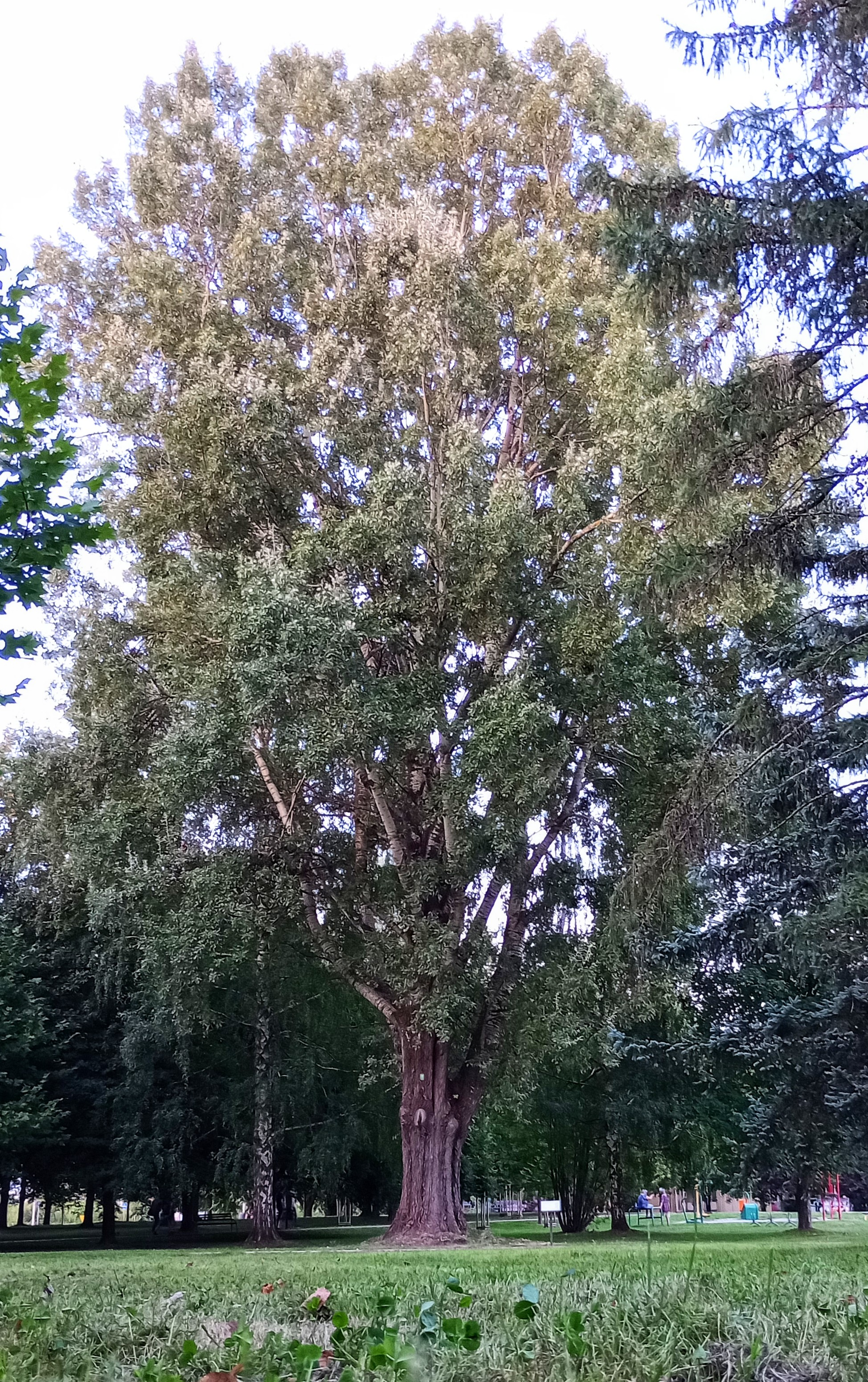
Topola Wanda w Parku Zdrowia - jedno z największych drzew w mieście

Topola Wanda – pomnikowa topola szara rosnąca w Parku Zdrowia w Rzeszowie.

## Lokalizacja
Drzewo rośnie w Parku Zdrowia na Osiedlu Kmity w odległości kilku metrów od chodnika, około 90 metrów od ulicy Witosa i około 100 metrów od ul. Wyspiańskiego, na działce nr 579/6.

## Charakterystyka
Topola posiada prosty pień z 6 napływami korzeniowymi, który na wysokości 3,5 m rozwidla się na trzy konary tworzące koronę. Drzewo jest w bardzo dobrym stanie zdrowotnym. Topola otrzymała imię „Wanda” zgodnie z wyborem dokonanym przez mieszkańców w publicznej sondzie internetowej.

## Wymiary i wiek

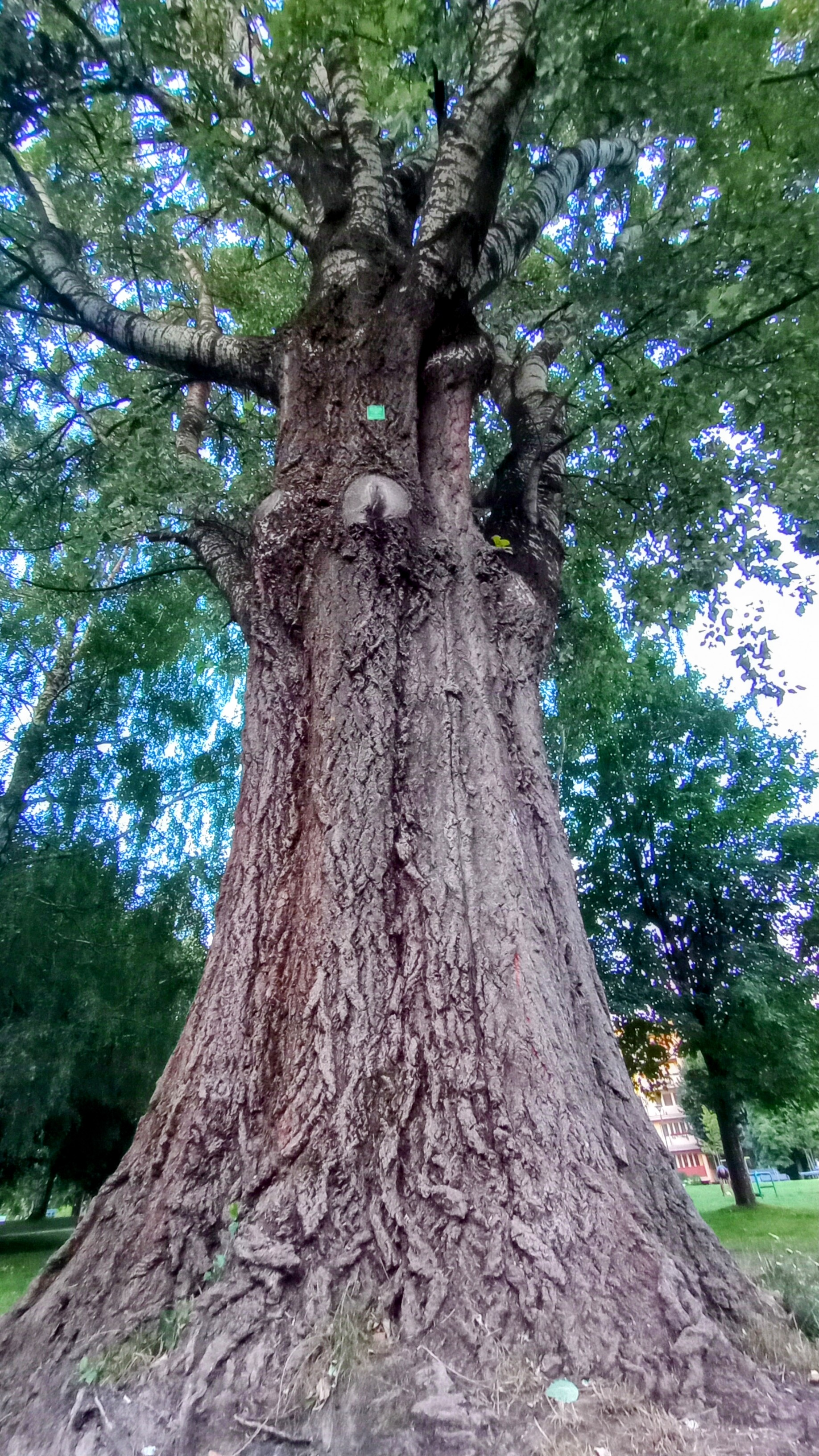
Pień topoli

### Obwód pnia
| Rok pomiaru | Wysokość pomiaru | Wysokość pomiaru | Wysokość pomiaru | Wysokość pomiaru | Wysokość pomiaru | Wysokość pomiaru |
| ----------- | ---------------- | ---------------- | ---------------- | ---------------- | ---------------- | ---------------- |
| Rok pomiaru | 0,1 m            | 0,5 m            | 0,7 m            | 1 m              | 1,3 m            | 1,5 m            |
| 2018        |                  |                  |                  |                  | 374 cm           |                  |
| 2020        |                  |                  |                  |                  | 382 cm           |                  |
| 2021        | 543 cm           | 439 cm           | 408 cm           | 392 cm           | 389 cm           | 390 cm           |
| 2022        |                  |                  |                  |                  | 392 cm           |                  |
| 2023        | 551 cm           | 457 cm           | 430 cm           | 408 cm           | 398 cm           | 399 cm           |
| 2024        |                  | 459 cm           | 433 cm           | 408 cm           | 404 cm           | 405 cm           |

Drzewo posiada 404 cm obwodu pnia na wysokości pierśnicy. Pień drzewa rozszerza się powyżej pierśnicy - obwód mierzony na wysokości 1,5 m wynosi 405 cm.

### Wysokość

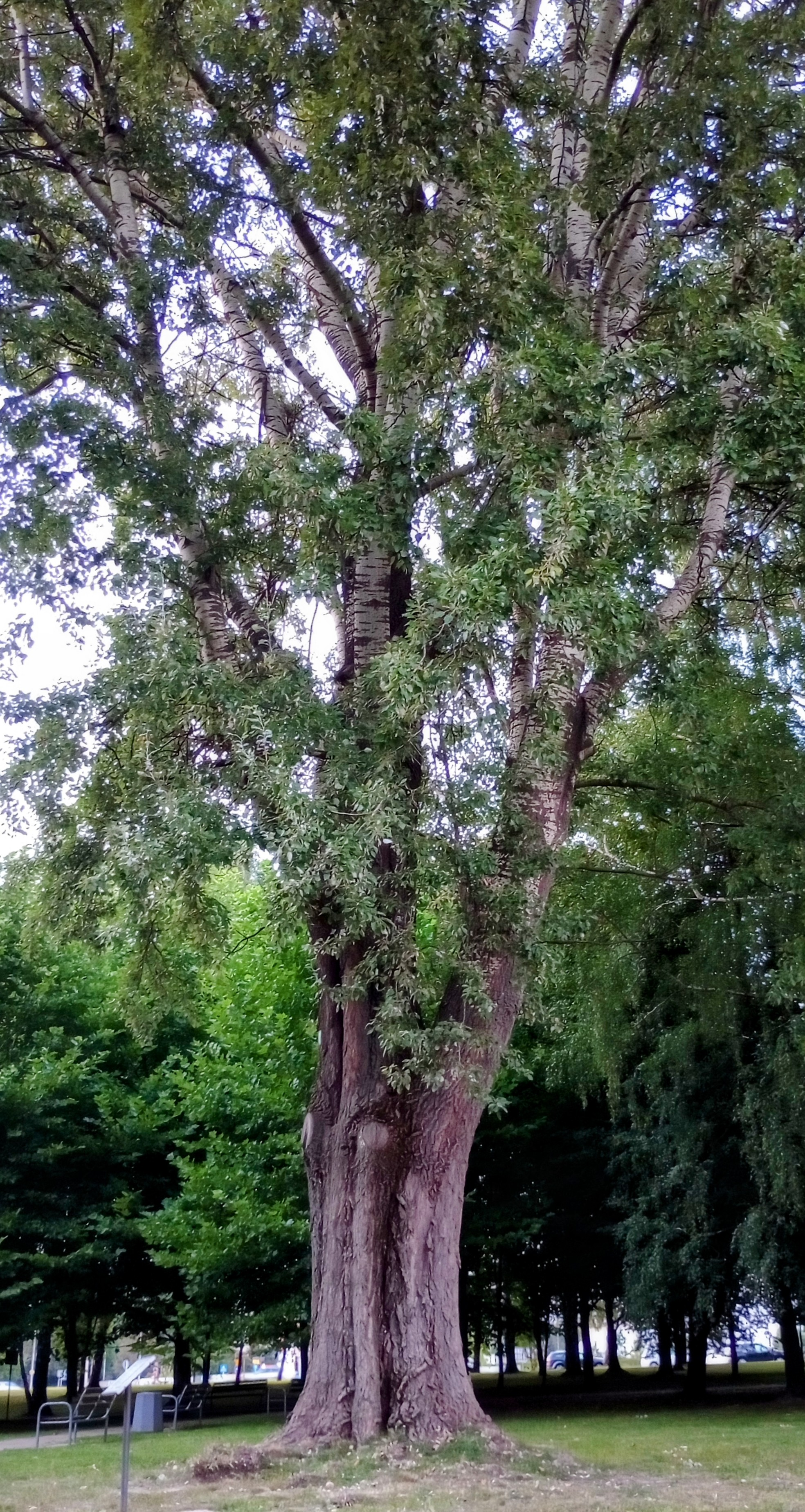
"Wanda" jest jednym z 72 pomników przyrody na terenie Rzeszowa.

Wysokość topoli jest równa 32 m.

### Szerokość korony
Drzewo posiada koronę o szerokości 20x20 m.

### Wiek
Topola zaczęła rosnąć około 1950 roku.

## Ochrona drzewa
Topola Wanda jest pomnikiem przyrody od 26 września 2019 roku.